# 內衣女孩任你擺布
《內衣女孩任你擺布》，簡稱是花間燈創作的日本輕小說系列，sune擔任插畫，由2022年4月25日至2023年6月23日經MF文庫J出版。另外，本作是花間燈和sune繼前作《只要長得可愛，即使是變態你也喜歡嗎？》之後的第2次合作。

## 角色列表
聲優為PV的聲優。
浦島惠太（聲：長井新）
本作的主角。就讀於私立翠彩高中的二年級生。他對內衣有著特殊的情感，認為內褲是內衣的主要元素，有時候在有煩惱時會將內褲戴在頭上。雖然他的性格非常衝動，但有時會太過專注，不夠細心。她和表妹乙葉以及姫咲三人一起生活，並擔任「RYUGU・JEWEL」女式內衣品牌的設計師。原本這個品牌是他父親的公司，但因突然的海外旅行計劃，曾經有關閉品牌的想法。然而，她的母親深愛這個品牌，因此現在由乙葉等人來經營RYUGU。
受到工作的影響，她能夠估算出看到的內衣與穿著者的三圍尺寸。她利用這個能力來設計澪和雪菜的內衣。
成為內衣設計師是受到父親的啟發，因為每次推出新作時，他都會看到母親笑得很開心，因此他也希望設計出能讓母親喜愛的內衣。雖然這個夢想尚未實現，但他現在的目標是希望讓許多女性都能擁有笑容。
水野澪（聲：日高里菜）
本作的女主角。惠太的同班同學。傲嬌。因家庭情況，目前處於經濟困難的狀態。她只能穿著便宜的內衣。惠太說她穿內衣的模樣太棒了。D罩杯。她在幼年時因母親離家而成長在單親家庭。
她起初與惠太相遇時，對成為內衣模特兒感到有所猶豫，但在提供新款內衣作為模特兒的報酬下，她協助惠太參與內衣設計。
濱崎瑠衣
在與RYUGU競爭的「KOAKUMATiC」公司擔任設計師和版型師。她是公司的社長千金，為了尋找惠太，她雇用了一名偵探來查出他所在的學校。她之前就讀的學校是高水準的名門學校，但為了找到惠太，她轉學了，為了學習更多社會經驗，她開始獨自生活。她跟惠太一樣，只需看一眼就能估算出罩杯數。當問起為什麼能夠這樣估算時，她回答是「職業病」，但實際上並不清楚為什麼。
非常不服輸，視RYUGU為競爭對手。因此向惠太挑戰誰是更優秀的設計師，但結果是她只拿到佳作。她輸了比賽，現在作為RYUGU的版型師工作。她專攻內衣的設計，尤其擅長設計胸罩。
對惠太的設計深感嚮往，她自己設計的內衣很像惠太的作品。
北條絢花（聲：菲魯茲·藍）
高中三年級生。惠太的青梅竹馬。對女孩子情有獨鍾。祖父是英國人混血，以藝名當模特兒。八歲時收到惠太設計的內褲作為禮物。
長谷川雪菜
高中一年級生。從入學開始，因為外貌而被男生多次告白。曾經是童星，但小學高年級時，胸部突然變大而感到自卑。G罩杯。
佐藤泉
惠太和澪的同班同學。他是排球隊的成員。他因為臀部較大而感到自卑。D罩杯。當他因強烈運動導致內褲滑動變得緊繃而向惠太尋求建議時，惠太建議他試著穿T型內褲。起初他有所抗拒，但隨著內褲不再緊繃，同時他也愛上了T型內褲特有的自由感。
吉田真凛
惠太和澪的同班同學。喜愛動畫。B罩杯。事實上，她對秋彥有好感，但也有其他約會對象，讓人感到懷疑（她其實是在玩戀愛模擬遊戲）。已經和秋彥交換了聯絡方式，並決心最終要吸引他的注意。
瀨戶秋彥
他和惠太自中學以來就是朋友。雖然是瀨戶家的長男，但有三位姊姊，是家中的幼子。他在女孩子中相當受歡迎，但在小學時，班上的女孩子爭相追求秋彥，之後對女性就不太感興趣了。
瀨戶柊奈子
瀨戶家的長女。她在一家出版社擔任編輯的職務。
瀨戶椿
瀨戶家的次女，在「ARIA」兼職負責銷售RYUGU公司產品的工作。個性強烈，喜歡操控她喜歡的男生，使他們符合她的喜好。
浦島乙葉
姬咲的姐姐，身高非常嬌小（143公分），20歲的大學生。她在RYUGU公司擔任企劃、宣傳和財務工作。她持有摩托車駕照，偶爾會外出兜風，但因外表幼小的緣故經常被警察攔下檢查。
浦島姬咲
惠太的堂妹。就讀於中學三年級。
水野渚
澪的弟弟，和姬咲在同一所中學就讀。重度姊控。加入了排球隊，但身高成為他的自卑之處。
浜崎悠磨
瑠衣的父親，也是KOAKUMATiC公司的社長。他和惠太的父親是大學同學，惠太在幼年時只見過他一次。
浦島葵
惠太的母親。3年前因事故去世了。

## 出版書籍
| 卷數 | KADOKAWA       | KADOKAWA               | 尖端出版                  | 尖端出版                                                  | 封面人物   |
| 卷數 | 發售日期       | ISBN                   | 發售日期                  | ISBN／EAN                                                 | 封面人物   |
| ---- | -------------- | ---------------------- | ------------------------- | --------------------------------------------------------- | ---------- |
| 1    | 2022年4月25日  | ISBN 978-4-04-681362-6 | 2023年7月13日             | EAN 471-1-22-858994-4（特裝版） ISBN 978-6-26-356682-8    | 水野澪     |
| 2    | 2022年6月24日  | ISBN 978-4-04-681474-6 | 2023年9月28日             | EAN 471-7-70-229561-5（特裝版） ISBN 978-6-26-377014-0    | 北條絢花   |
| 3    | 2022年10月25日 | ISBN 978-4-04-681831-7 | 2024年2月6日2024年2月15日 | ISBN 978-6-26-377501-5EAN 471-7-70-229613-1（會場限定版） | 長谷川雪菜 |
| 4    | 2023年2月25日  | ISBN 978-4-04-682211-6 | 2024年4月3日              | ISBN 978-6-26-377657-9                                    | 濱崎瑠衣   |
| 5    | 2023年6月23日  | ISBN 978-4-04-682570-4 | 2025年1月10日             | ISBN 978-6-26-403413-5                                    | 水野澪     |

## 外部連結
- MF文庫J官方網站（日語）
- 內衣女孩任你擺布的X（前Twitter）（日語）